# KPS Kielce
El KPS Kielce fue un club de voleibol de Kielce, en el voivodato de Santa Cruz, en Polonia. Fundado en 2007, entre 2010 y 2018 jugó en la Polska Liga Siatkówki, la máxima categoría del país. Se disolvió en 2019.

## Historia
El club nació en 2007 con el nombre KS Fart Kielce y se unió de inmediato a la II Liga, el tercer nivel de la liga polaca. Termina su primera temporada ocupando la tercera posición, y ascendiendo a la Serie B. Ese mismo año, también participa por primera vez en la Copa de Polonia, aunque no consigue pasar de la tercera ronda. En 2010, el equipo es promovido a la primera división de Polonia; la PlusLiga.
En 2012, el equipo cambió oficialmente de nombre, pasando a ser nombrado como Effector Kielce. Ese mismo año, el equipo consigue su mejor posición en la Copa de Polonia, llegando hasta cuartos de final.

## Denominaciones
El club cambió varias veces de denominación debido a patrocinios.
| Años      | Nombre             |
| --------- | ------------------ |
| 2007–2012 | Fart Kielce        |
| 2012–2017 | Effector Kielce    |
| 2017–2018 | Dafi Społem Kielce |
| 2018      | KPS Kielce         |
| 2018–2019 | Buskowianka Kielce |